# اژدها: داستان بروس لی
اژدها: داستان بروس لی (به انگلیسی: Dragon: The Bruce Lee Story) یک فیلم زندگی‌نامه‌ای آمریکایی در سبک هنرهای رزمی به کارگردانی راب کوهن که در سال ۱۹۹۳ منتشر شد. در این فیلم جیسون اسکات لی به همراه بازیگران مکمل شامل لورن هالی، نانسی کوان و رابرت واگنر به ایفای نقش پرداخته‌است. این فیلم داستان زندگی بروس لی (با بازی اسکات لی) بازیگر و رزمی کار را از نقل مکان به ایالات متحده از هنگ کنگ تا حرفه او به عنوان معلم هنرهای رزمی و سپس به عنوان بازیگر تلویزیون و سینما را دنبال می‌کند. همچنین بر رابطه بین بروس و همسرش لیندا لی کدول و نژادپرستی که بروس در معرض آن قرار گرفت تمرکز می‌کند.
منبع اصلی فیلمنامه، بیوگرافی کادول در سال ۱۹۷۵ بروس لی: مردی که فقط من شناختم است. منابع دیگر عبارتند از تحقیقات کوهن، از جمله مصاحبه با کادول و برندون لی. کوهن به جای یک فیلم بیوگرافی سنتی، تصمیم گرفت عناصری از عرفان را بگنجاند و صحنه‌های مبارزه را دراماتیزه کند تا به آن لحنی شبیه به فیلم‌هایی بدهد که بروس در آن بازی می‌کرد. این فیلم عمدتاً در هنگ کنگ، لس آنجلس و سانفرانسیسکو فیلمبرداری شد. و عموماً نقدهای مثبتی دریافت کرد و منتقدان معمولاً آن را سرگرم‌کننده می‌دانستند، علیرغم انتقادهایی که نسبت به احترام آن به بروس وجود داشت. جیسون به دلیل عملکردش مورد تحسین قرار گرفت. این فیلم یک موفقیت تجاری بود و درآمد آن از میانگین باکس آفیس فیلم‌های زندگی‌نامه‌ای فراتر رفت که به مضامین عاشقانه و جذابیت آن برای افراد خارج از مخاطبان سنتی فیلم‌های کونگ فو نسبت داده می‌شد. سال بعد یک بازی ویدیویی اقتباسی به همین نام منتشر شد. همچین این فیلم به برندون لی تقدیم شده‌است که چند هفته قبل از انتشار درگذشت.

## داستان
در هنگ کنگ، لی هوئی-چوئن، پدر بروس لی، از کابوسی دربارهٔ یک شبح، معروف به دیو، بیدار می‌شود که پسر جوانش را تعقیب می‌کند. او متعاقباً او را در آموزش هنرهای رزمی چینی با مربی ییپ من ثبت نام کرد. به عنوان یک جوان، بروس با ملوانان بریتانیایی که یک زن جوان چینی را آزار می‌دهند، مبارزه می‌کند. در نتیجه، او باید از هنگ کنگ فرار کند. پدرش اصرار دارد که به آمریکا برود.
در ایالات متحده، بروس به عنوان ماشین ظرفشویی در یک رستوران چینی کار می‌کند تا اینکه با چهار نفر از آشپزها درگیر می‌شود. گسی یانگ، صاحب رستوران، او را اخراج می‌کند، اما به او پول قرض می‌دهد و تشویقش می‌کند که به دانشگاه برود. در حین تحصیل در رشته فلسفه در کالج، بروس شروع به تدریس کلاس‌های هنرهای رزمی می‌کند و در آنجا با لیندا، یک دختر آمریکایی سفیدپوست آشنا می‌شود. بروس در سرپیچی از مادر نژادپرستش، ویویان، با لیندا ازدواج می‌کند. لیندا به بروس پیشنهاد می‌کند مدرسه هنرهای رزمی تأسیس کند، اما همسالان چینی او از او می‌خواهند که فقط چینی‌ها را آموزش دهد. وقتی بروس امتناع می‌کند، او را به چالش می‌کشند تا موضوع را در مبارزه حل کند. بروس یک رقیب به نام جانی سان را در یک مسابقه مخفیانه و بدون محدودیت شکست می‌دهد اما جانی پس از اعتراف به بروس به شکست حمله می‌کند و بروس از ناحیه کمر آسیب ناتوان کننده‌ای متحمل می‌شود. در حالی که بروس به‌طور موقت فلج است، لیندا به او کمک می‌کند تا کتاب هنرهای رزمی تائو از جیت کان دو را بنویسد. لیندا اولین فرزندشان به نام براندون را به دنیا می‌آورد و این زوج با مادرش آشتی می‌کنند. و …

## بازیگران
- جیسون اسکات لی در نقش بروس لی
- لورن هالی در نقش لیندا لی کدول (همسر بروس لی)
- رابرت واگنر در نقش بیل کریگر
- مایکل لرنید در نقش، ویویان اِمری
- نانسی کوان در نقش گوسی یانگ
- اد پارکر جونیور در نقش اد پارکر
- لیم کی تانگ در نقش فیلیپ تان
- ریک یانگ در نقش پدر بروس لی
- وانگ لویونگ در نقش ییپ من
- استرلینگ مِیسر در نقش جروم اسپرات
- جان چئونگ در نقش جانی سان
- اسون-اوله تورسن در نقش «دیمن»
- اریک بروسکاتر در نقش جو هندرسون
- آکی الئونگ در نقش مدیر
- ون ویلیامز در نقش کارگردان سریال زنبور سبز
- لالا اسلوتمن در نقش شری شنل

## تولید
فیلمبرداری چندین بار به تعویق افتاد. کوهن در ۶ فوریه ۱۹۹۲ دچار حمله قلبی شد و تولید را برای یک ماه به تعویق انداخت؛ زمانی که جیسون بیمار شد، تأخیر دیگری ایجاد شد. فیلمبرداری همچنین تحت تأثیر یک باران موسمی قرار گرفت که در طی آن هنگ کنگ شدیدترین بارندگی خود را در چند دهه اخیر تجربه کرد، که کوهن و سایر افراد را تهدید کردند زیرا خدمه در قلمرو باند کار می‌کردند. کوهن تولید را تسریع کرد تا بازیگران و خدمه بتوانند منطقه را زودتر از زمان برنامه‌ریزی شده تخلیه کنند. شکست‌ها کل بودجه ۱٫۳ میلیون دلاری فیلم را مصرف کردند.